# ناو جین بارت
ناو جین بارت (به انگلیسی: French cruiser Jean Bart) یک کشتی بود که طول آن ۱۰۵٫۵ متر (۳۴۶ فوت) بود. این کشتی در سال ۱۸۸۹ ساخته شد.